# Torrent des Jueus
El torrent des Jueus, o torrent des Judeus, és un torrent que es troba al terme de Llucmajor, Mallorca. Neix a les terres de les possessions de Son Monget i de Son Cardell. Travessa la possessió de Son Dalabau, denominada l'alqueria del Jueu Pere Cànaves en el segle xv, de la qual prengué el nom. Desemboca a s'Arenal, a la partió entre els termes de Llucmajor i Palma. Té uns 10 km de recorregut i 30,5 km² de conca hidrogràfica. Els darrers 340 m, entre el viaducte (pont dels Jueus) de l'antiga línia de tren Palma-Santanyí i la platja, dintre la població de s'Arenal, es troben canalitzats en un llit de 14 m d'amplària. El seu règim d'escorrentia és episòdic, associat a fenòmens de pluja sobre la seva conca, finalitzant una vegada s'ha drenat l'aigua caiguda. Així canalitza aigua dues o tres voltes cada decenni, essent el seu cabal irregular, de la mateixa manera que ho són els règims pluvials sobre la seva conca. Revingudes importants tingueren lloc el setembre de 1962, l'octubre del 1974 i l'agost de 1983.

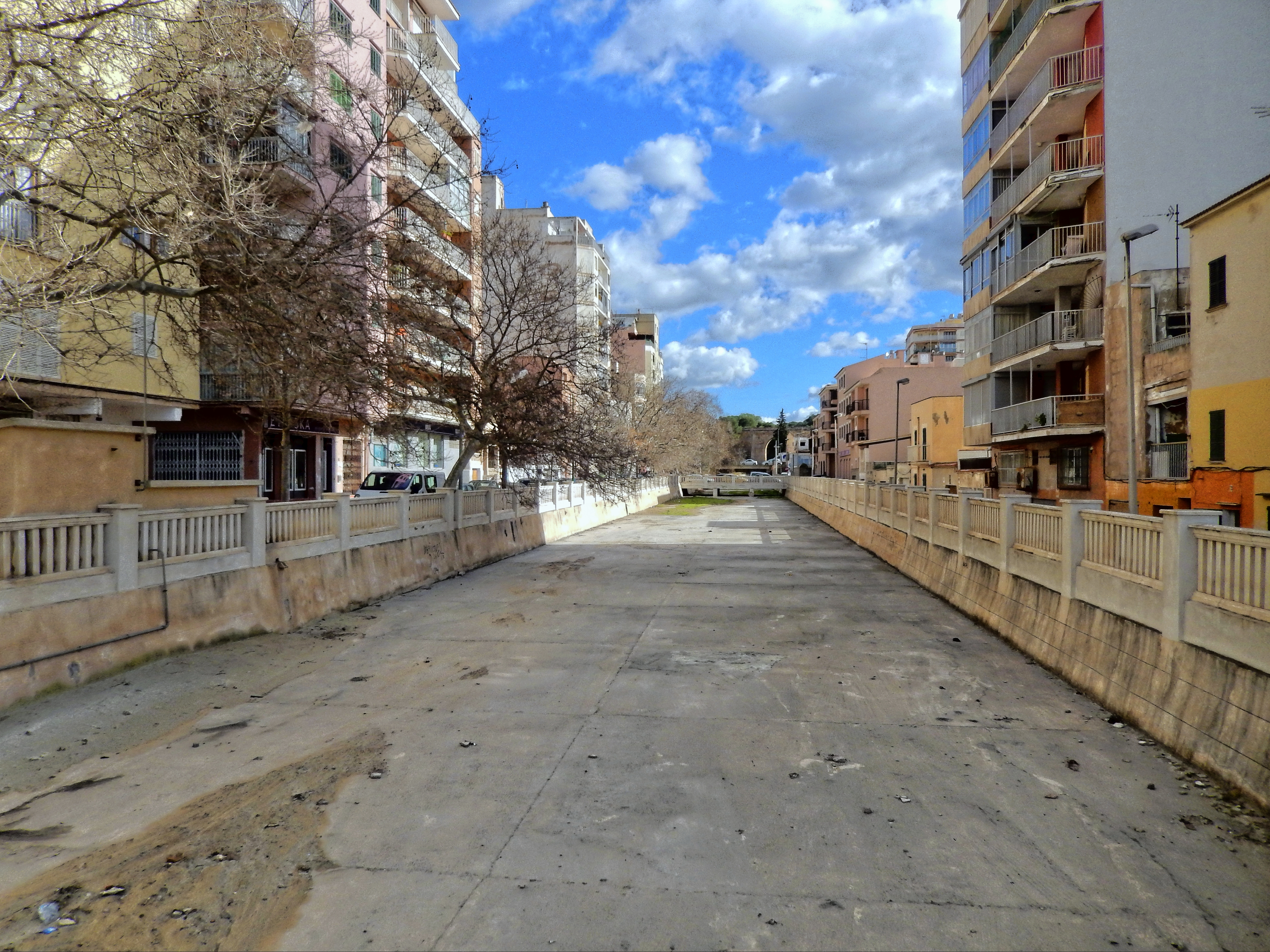
Darrer tram dins s'Arenal

D'altres topònims més moderns s'empren per anomenar alguns trams del torrent des Jueus abans d'arribar al seu tram final. És conegut com a torrent des Castellet quan travessa les terres de la possessió d'es Castellet, i torrent de Cas Ciutadà quan passa per aquesta propietat rústica.
Just al costat de l'autopista de Llucmajor o autopista del Llevant (Ma-19) rep les aigües del torrent de Son Monjo o torrent Gros, que discorre per terres de la possessió de Son Monjo, i que més amunt s'anomena torrent de Tió i torrent de Son Garcies, en travessar les possessions de Tió i Son Garcies. El torrent Gros té diversos afluents: el torrent des Estadossos o des Sestadossos, el torrent de Can Peixet, el torrent de ca n'Amorós i el torrent de can Casetes, anomenat al seu tram inicial torrent de Son Garcies d'en Ferretjans.